# أمري زابيكس
أمري زابيكس (بالمجرية: Szabics Imre) (22 مارس 1981 بسيجد في المجر - ) هو لاعب كرة قدم مجري في مركز الهجوم. شارك مع منتخب المجر تحت 21 سنة لكرة القدم ومنتخب المجر لكرة القدم. أما مع النوادي، فقد لعب مع شتورم غراتس وماينتس 05 ونادي آوغسبورغ ونادي شتوتغارت ونادي فيرينتسفاروشي ونادي كولن.

## مسيرته الكروية
لعب أمري زابيكس خلال مسيرته الاحترافية مع 6 أندية في ستة عشر موسمًا وسجل خلالها 80 هدف ضمن 330 مباراة. ولم يفز بأي موسم بالكأس وفاز في موسم واحد بالدوري.
خاض أمري زابيكس مسيرته مع نادي فيرينتسفاروشي في موسم 1998–99 لمدة موسم واحد، مشاركًا في 24 مباراة سجل خلالها 12 هدفًا. ثم انتقل إلى نادي شتورم غراتس في موسم 1999–00 في المرة الأولى ليلعب معه أربعة مواسم ثم في موسم 2010–11 ليلعب معه أربعة مواسم، حيث شارك طوالها في 172 مباراة سجل خلالها 43 هدفًا. لينتقل بعدها إلى نادي شتوتغارت في موسم 2003–04 ولمدة موسمين، مشاركًا في 49 مباراة سجل خلالها 14 هدفًا. ثم انتقل إلى نادي كولن في موسم 2005–06 لمدة موسم واحد، مشاركًا في 11 مباراة سجل خلالها هدفًا واحدًا. هذا وانتقل لاحقًا إلى نادي ماينتس 05 في موسم 2006–07 لمدة موسم واحد، مشاركًا في 20 مباراة سجل خلالها هدفين. ثم انتقل بعدها إلى نادي آوغسبورغ في موسم 2007–08 واستمر معه طيلة ثلاثة مواسم، مشاركًا في 54 مباراة سجل خلالها 8 أهداف.

## وصلات خارجية
- أمري زابيكس على موقع الاتحاد الدولي (مؤرشف)  (الإنجليزية)
- أمري زابيكس على موقع إي إس بي إن إف سي (الإنجليزية)
- أمري زابيكس على موقع قاعدة بيانات كرة القدم.إي يو (الإنجليزية)
- أمري زابيكس على موقع بيانات كرة القدم. دي إي (الألمانية)
- أمري زابيكس على موقع ناشيونال فوتبول تيمز (الإنجليزية)
- أمري زابيكس على موقع Soccerbase.com (لاعب) (الإنجليزية)
- أمري زابيكس على موقع Soccerway.com (الإنجليزية)
- أمري زابيكس على موقع عالم كرة القدم.نت (الإنجليزية)